# Fulton, Mississippi
Fulton là một thành phố thuộc quận Itawamba, tiểu bang Mississippi, Hoa Kỳ. Năm 2010, dân số của thành phố này là 3 961 người.

## Dân số
- Dân số năm 2000: 3 882 người.
- Dân số năm 2010: 3 961 người.